# معادلة فان دير فالس
معادلة فان دير فالس في الكيمياء والفيزياء (Van der Waals equation) هي معادلة سميت باسم واضعها العالم الهولندي يوهانس ديديريك فان دير فالس وهي معادلة الحالة تقريبية تصف حالة الغازات الحقيقية. تأخذ معادلة فان دير فالس في اعتبارها اختلاف الغاز الحقيقي عن الغاز المثالي .
ويمكن كتابة المعادلة كالآتي:
{\displaystyle \left(p+{\frac {a'}{v^{2}}}\right)\left(v-b'\right)=kT}
{\displaystyle p={\frac {R\cdot T}{V-b}}-{\frac {a}{V^{2}}}}
أو:
{\displaystyle \left(p+{\frac {n^{2}a}{V^{2}}}\right)\left(V-nb\right)=nRT}
حيث:
- V - الحجم
- v - الحجم الجزيئي، وهو الحجم المشترك بين الجزيئات داخل الإناء، يمكن التعبير عن ذلك رياضياً بالمعادلة :{\displaystyle v=V/N}
- n - عدد المولات
- T - حرارة
- p - ضغط
- R - ثابت
- a - معامل تقريب لإصلاح تأثير الضغط
- b - معامل تقريب لإصلاح تأثير الحجم